# Pseudicius encarpatus
Pseudicius encarpatus là một loài nhện trong họ Salticidae.
Loài này thuộc chi Pseudicius. Pseudicius encarpatus được Charles Athanase Walckenaer miêu tả năm 1802.